# Andrzej Rządkowski
Andrzej Rządkowski (ur. 4 marca 1997 we Wrocławiu) – polski szermierz, specjalizujący się we florecie. Złoty i srebrny medalista Letnich Igrzysk Olimpijskich Młodzieży 2014 i mistrz świata kadetów z tego samego roku. Medalista mistrzostw Europy młodzieżowców (do lat 23), juniorów i kadetów.

## Życiorys
Rządkowski jest medalistą szeregu imprez międzynarodowych rangi mistrzowskiej w kategoriach juniorskich.
W 2014 zdobył brązowe medale w rywalizacji indywidualnej i drużynowej florecistów podczas mistrzostw Europy kadetów (do lat 17) w Jerozolimie. Podczas rozgrywanych w tym samym miejscu mistrzostw Europy juniorów (do lat 20) zdobył złoty medal w konkurencji drużynowego floretu. Ponadto w Płowdiwie został indywidualnym mistrzem świata kadetów w rywalizacji florecistów. W 2014 roku wystąpił także w Letnich Igrzysk Olimpijskich Młodzieży 2014, w których zdobył złoty medal we florecie chłopców oraz srebro w rywalizacji mikstów, w której wystąpił w drużynie Europa 1.
W 2015 roku w Vicenzy zdobył brązowy medal w rywalizacji drużynowej we florecie podczas mistrzostw Europy młodzieżowców (do lat 23).
W 2016 roku zdobył srebrny medal w rywalizacji indywidualnej we florecie podczas mistrzostw Europy juniorów rozgrywanych w Nowym Sadzie. Podczas tej samej imprezy zdobył także brązowy medal w zawodach drużynowych we florecie.
Rządkowski zdobywał także medale szermierczych mistrzostw Polski w różnych kategoriach wiekowych (do lat 14, 17 i 20). Jest także medalistą mistrzostw Polski seniorów – między innymi w 2013 roku zdobył mistrzostwo Polski seniorów w rywalizacji drużynowej florecistów.

## Życie prywatne
Jego matka jest Tajką, jego ojciec, Marek Rządkowski, był bokserem Gwardii Wrocław. Szermierkę zaczął uprawiać za sprawą swojego kolegi.